# 鲁道夫·布赫宾德
鲁道夫·布赫宾德（德語：Rudolf Buchbinder，1946年12月1日—），奥地利钢琴家。

## 生平
鲁道夫·布赫宾德出生于捷克斯洛伐克的利托梅日采，五岁即成为维也纳音乐学院最年轻的学生，九岁首次登台演出，1958年进入布鲁诺·赛德霍弗（玛尔塔·阿赫里奇、弗里德里希·古尔达的老师）的大师班。1961年，15岁的布赫宾德获得ARD慕尼黑国际音乐大赛第一名，1962年获得李帕蒂奖章。作为室内乐演奏家，布赫宾德常与小提琴家约瑟夫·苏克、大提琴家亚诺什·斯塔克等人合作演出。 
布赫宾德的曲目范围很广，被认为是演奏贝多芬的专家，他首演了戈特弗里德·冯·艾内姆、格尔哈特·维姆贝格等作曲家的部分作品。 
自2007年以来，布赫宾德担任奥地利格拉费内格音乐节的艺术总监。2009年，布赫宾德在莉莉安·弗兰克和罗伯特·西比斯导演的电影纪录片《我为钢琴狂》中出镜，此片获得了许多国内外奖项。 

## 个人荣誉
- 1992年：维也纳交响乐团荣誉会员
- 2008年：维也纳音乐之友协会荣誉会员
- 2016年：维也纳爱乐乐团荣誉会员